# José Antonio Pérez Gollán
José Antonio Pérez Gollán, conocido como Pepe Pérez (Córdoba, 8 de diciembre de 1937 - Buenos Aires, 24 de mayo de 2014) fue un historiador y antropólogo argentino. A lo largo de su carrera se convirtió en un referente de la arqueología en la Argentina. Se desempeño como director del Museo Etnográfico "Juan Bautista Ambrosetti" (1987-2005) y el Museo Histórico Nacional (2006-2013).

## Biografía

### Primera etapa en Argentina
Realizó sus estudios secundarios en el Colegio Nacional de Monserrat de la ciudad de Córdoba en 1957. Si bien inicialmente estudio la carrera de Arquitectura, posteriormente comenzó la Licenciatura en Historia en la Facultad de Filosofía y Humanidades de la Universidad de Córdoba, en parte motivado por los trabajos realizados por Alberto Rex González. Se recibió en el año 1965 con una tesis titulada Patrones de poblamiento en el Noroeste Argentino. Posteriormente realizó los estudios posdoctorales, obteniendo el título de Doctor en Historia en 1977, con la tesis Análisis de la cerámica arqueológica del sitio Ciénaga Grande (Departamento de Tumbaya, Provincia de Jujuy).
Durante esta etapa se formó como discípulo de Alberto Rex González, junto con quien realizó varias campañas de trabajos de campo arqueológicas. Además, ambos escribieron el libro Argentina indígena. Vísperas de la conquista (1972) que tendría un importante impacto en aquel momento. Sus investigaciones se centraron en la arqueología de Córdoba, donde dirigió sus primeros proyectos, y luego del Noroeste argentino y del área andina en general.   
También se destacó por sus aportes teóricos, ya que en la década de 1970 fue parte de quienes participaron de la Reunión de Teotihuacán (México), en la cual se pretendió realizar un cambio en la teoría y la práctica de la arqueología en Latinoamérica, pensando a esta disciplina de forma crítica, con una orientación socialmente útil y que sea menos dependiente de los desarrollos teóricos y problemáticas provenientes de Estados Unidos. Esta reunión sería un gran impulso a lo que luego se llamaría "Arqueología Social Latinoamericana", que tendría un fuerte impulso en las décadas siguientes. 

### Exilio en México
Luego del golpe militar de 1976, que lo encontraría haciendo trabajos de campo en el valle de Ambato junto con su colega Osvaldo Heredia, tuvo que exiliarse, recayendo en México, donde fue recibido en la Escuela Nacional de Antropología e Historia (ENAH). Allí pudo seguir trabajando y publicando artículos y libros, como por ejemplo, Presencia de Vere Gordon Childe (1981). Durante los años que estuvo en México fue investigador del Instituto Nacional de Antropología e Historia (1977-82), para luego ser secretario de Investigación de la Escuela Nacional de Antropología e Historia.

### Regreso a Argentina y últimos años
En 1987 regresó a la Argentina, fue reincorporado al Consejo Nacional de Investigaciones Científicas y Técnicas (CONICET), adonde llegaría hasta ser Investigador Principal. En su nueva etapa en Argentina aportaría nuevas ideas y conceptos referidos al estudio del simbolismo, del poder, la ideología y la desigualdad social desde un punto de vista arqueológico. Al mismo tiempo, se incorporó como  profesor titular en la Facultad de Filosofía y Letras de la Universidad de Buenos Aires. Allí no solo logró encarar de forma efectiva problemas de larga data de la institución, como aquellos vinculados con el edificio antiguo y la falta de mantenimiento sufrido durante décadas, sino que también encaró problemas de conservación y documentación del patrimonio, así como se preocupó por generar los equipos humanos para realizar nuevas propuestas, pudiendo interesar en ello tanto a arqueólogos, antropólogos sociales y museólogos.
Al poco tiempo fue invitado a desempeñarse como director del Museo Etnográfico, cargo que desempeñó hasta el año 2005, en que lo dejó para ser nombrado director del Museo Histórico Nacional. Allí estuvo en dicho cargo hasta el año 2012. En ambos museos tendría una labor destacada dado que incorporó aspectos hasta ese entonces novedosos, como nuevos estándares de conservación, la catalogación de piezas arqueológicas y etnográficas, así como en la planificación, diseño y temáticas de las exhibiciones museológicas.
Además de su labor como autor de numerosos trabajos y libros académicos; desde el año 1989  se desempeñó como parte del primer comité editorial de la revista de divulgación científica Ciencia Hoy. Desde este lugar, logró darle a la revista una orientación editorial de importancia para las ciencias humanas y sociales.
En el año 2006 recibió el Diploma al Mérito en la categoría Arqueología y Antropología Cultural de la Fundación Konex. También recibió el Premio a la Crítica 2004 de la Asociación Argentina de Críticos de Arte. A su vez, el 23 de agosto de 2012 le fue otorgado el premio Gratia Artis por parte de la Academia Nacional de Bellas Artes.